# پاپانینو
پاپانینو ' شهر کوچکی است در استان تاووش ارمنستان.